# سهيل كلداري
سهيل عبد اللطيف كلداري (ولد 8 يوليو 1977 في كراتشي، باكستان) هو رجل أعمال إماراتي. وهو مدير كلداري إخوان وشركة كلداري الطباعة و النشر، ومن أبرز ما تنشره صحيفة خليج تايمز وهي صحيفة بارزة باللغة الإنجليزية تطبع في الإمارات وتأسست عام 1978 في دبي، ومع زيادة القراء وسرعة انتشار الجريدة أصبحت جريدة قومية عربية بارزة. تملك حكومة الإمارات العربية المتحدة حصة 30٪ من الجريدة.
كلداري إخوان لديها استثمارات في وسائل الإعلام المطبوعة والإلكترونية في الشرق الأوسط. الشركات الأخرى في إطار المجموعة كلداري في دولة الإمارات العربية المتحدة وتشمل مازدا الإمارات العربية المتحدة باسكن روبنز آيس كريم، كلداري سريلانكا لانكا فندق لانكا، كلداري للإنشاء والتعمير, JCB المعدات الثقيلة العامة. وتستثمر أيضا في كلداري للاسمنت في كراتشي، باكستان. سهيل كلداري هو أيضا مؤسس شركة تجارية «سهيل عبد اللطيف كلداري للتجارة». ومقرها في دبي، الإمارات العربية المتحدة. وقد استضاف السيد سهيل كلداري أيضا العديد من نجوم ومشاهير بوليوود لدولة الإمارات العربية المتحدة نظرا لشعبيتها في المنطقة.

## الحياة الشخصية
سهيل كلداري هو الابن الأكبر للراحل عبد اللطيف كلدار من الإمارات العربية المتحدة والسيدة حرم عبد اللطيف كلداري وأم السيد سهيل كلداري من بيشاور، باكستان. درس في مدرسة سانت إدواردز ومدرسة المواكب في دبي وقام باستكمال تعليمه في كلية برايتون في لندن، إنجلترا. وكان سهيل كلداري رياضيًا، وقد فاز في الإمارات العربية المتحدة في لعبة سنوكر بطولات (1994 إلى 2000).

## وصلات خارجية
- Facebook